# David Bodian
David Bodian (15 de mayo de 1910 - 18 de septiembre de 1992) fue un médico estadounidense de la Facultad de Medicina de la Universidad Johns Hopkins que trabajó en la investigación de la polio. A principios de la década de 1940 ayudó a sentar las bases para el eventual desarrollo de vacunas contra la polio combinando la investigación neurológica con el estudio de la patogénesis de la polio. Con su comprensión de la enfermedad, hizo una serie de descubrimientos cruciales que allanaron el camino para el desarrollo final de una vacuna por parte de Jonas Salk y más tarde de Albert Sabin. Recibió el Premio E. Mead Johnson en Pediatría y el Premio Karl Spencer Lashley por su trabajo, además de muchas otras distinciones. 